# Solar Opposites
Solar Opposites é uma sitcom de animação adulta americana criada e co-criada por Justin Roiland e Mike McMahan que também criou Rick and Morty, para o Hulu. Criado originalmente para a Fox Broadcasting Company, o projeto foi arquivado e depois comprado pelo Hulu. A série estreou em 8 de maio de 2020. A série foi originalmente ordenada como 2 temporadas, consistindo de 8 episódios cada. Em junho de 2020, a série foi renovada para uma terceira temporada composta por 12 episódios. A segunda temporada foi lançada em 26 de março de 2021. Em junho de 2021, a série foi renovada para uma quarta temporada, com estreia marcada para 14 de agosto de 2023.  Em outubro de 2022, a série foi renovada para uma quinta temporada.

## Premissa
Solar Opposites gira em torno de Terry, Korvo, Jesse e Yumyulack - uma família de alienígenas que pousam na Terra e são forçados a ficar lá, muitas vezes discordando se isso é uma coisa boa. A família vem do Planeta Shlorp, um mundo alienígena avançado que enviou cem naves para colonizar novos planetas pouco antes de sua destruição. O show apresenta histórias paralelas, a mais proeminente das quais segue uma sociedade de humanos encolhida pelo replicante Yumyulack e aprisionada em um terrário conhecido como "a Parede". [5] Começando na terceira temporada, outra história segue um  intergaláctico corrupto . policiais , conhecidos como SilverCops, que rotineiramente prendem e brutalizamShlorpians fugindo da destruição de seus planetas natais.

## Elenco
| Personagem               | Dublado por        | Temporadas         | Temporadas         | Temporadas         | Temporadas         | Temporadas         | Especiais          |  |
| Personagem               | Dublado por        | 1                  | 2                  | 3                  | 4                  | 5                  | Especiais          |  |
| Os Solares-Opostos       | Os Solares-Opostos | Os Solares-Opostos | Os Solares-Opostos | Os Solares-Opostos | Os Solares-Opostos | Os Solares-Opostos | Os Solares-Opostos |  |
| ------------------------ | ------------------ | ------------------ | ------------------ | ------------------ | ------------------ | ------------------ | ------------------ |  |
| Korvo                    | Justin Roiland     | Principal          | Principal          | Principal          |                    |                    | Principal          |  |
| Korvo                    | Dan Stevens        |                    |                    |                    | Principal          | Principal          |                    |  |
| terry                    | Thomas Middleditch | Principal          | Principal          | Principal          | Principal          | Principal          | Principal          |  |
| Yumyulack                | Sean Giambrone     | Principal          | Principal          | Principal          | Principal          | Principal          | Principal          |  |
| Jesse Wearsprada         | Mary Mack          | Principal          | Principal          | Principal          | Principal          | Principal          | Principal          |  |
| A Pupa                   | Sagan McMahan      | Principal          | Principal          | Principal          | Principal          | Principal          | Principal          |  |
| A parede                 |                    |                    |                    |                    |                    |                    |                    |  |
| Cherie                   | Cristina Hendricks | Principal          | Principal          | Principal          | Principal          | Principal          |                    |  |
| Lindsey Tim semanalmente | Andy Daly          | Principal          | Principal          | Principal          |                    |                    |                    |  |
| O Duque / Ringo          | Alfredo Molina     | Principal          | Principal          |                    |                    |                    |                    |  |
| Pezlie                   | —                  |                    | Principal          | Principal          | Principal          | Principal          |                    |  |
| Halk Hogam               | Sterling K. Brown  |                    | Principal          | Principal          | TBA                | TBA                |                    |  |
| Irmã Sisto               | Sutton Foster      |                    |                    | Principal          | Principal          | TBA                |                    |  |
| SilverCops               |                    |                    |                    |                    |                    |                    |                    |  |
| vale                     | Kieran Culkin      |                    |                    | Principal          | Principal          | TBA                |                    |  |
| Sol Solitário            | Cristóvão Meloni   |                    |                    | Principal          | Principal          | TBA                |                    |  |
| Ventrez                  | Carlos Alazraqui   |                    |                    | Principal          | Principal          | TBA                |                    |  |
| Glorgax                  | Blake Perlman      |                    |                    | Principal          | Principal          | TBA                |                    |  |
| pobo                     | Sutton Foster      |                    |                    | Principal          | Principal          | TBA                |                    |  |
| cromus                   | Clancy Brown       |                    |                    | Principal          |                    |                    |                    |  |

## Personagens principais
- Justin Roiland (temporadas 1–3; especiais) e Dan Stevens (temporadas 4–presente) comoKorvo Solar-Opposites : um cientista alienígena inteligente que odeia a Terra e quer partir o mais rápido possível. Ele é o líder designado de sua missão de encontrar um novo mundo.
- Thomas Middleditch comoTerry Solar-Opposites : parceiro de evacuação de Korvo e especialista em pupas que gosta de estar na Terra e é fascinado pela cultura humana.
- Sean Giambrone comoYumyulack Solar-Opposites : o replicante de Korvo que se autoproclama cientista e caçador de recompensas. Ele encolhe adultos malvados e os coloca dentro de seu terrário, "o Muro".
- Mary Mack comoJesse Wearsprada Solar-Opposites : o replicante de Terry que geralmente é gentil e quer se encaixar na sociedade humana.
- Sagan McMahan  comoo Pupa : Um bebê alienígena que muda de cor que um dia evoluirá para sua verdadeira forma e terraformará a Terra em uma cópia do planeta natal Shlorp para a classe dominante Shlorp, usando os dados armazenados em seu DNA.

#### A Muralha
- Cristina Hendricks comoCherie , uma chef de Benihana colocada na Muralha por Yumyulack por servir camarão que ele não queria. Ela se torna uma das companheiras de Tim em sua luta contra o Duque antes de ser traída por Tim. Mais tarde, ela deu à luz uma filha, Pezlie.
- A confirmar comoPezlie (temporada 2–presente), filha de Cherie e Tim. Ela recebeu esse nome de Cherie porque nasceu dentro de um dispensador PEZ. Ela é a primeira humana a nascer minúscula.
- Andy Daly comoLindsey Tim Weekly (temporadas 1–3), um dos cativos de Yumyulack, encolheu porque usava uma camisa vermelha, que atende pelo nome do meio. Tim se torna um necrófago e líder da resistência contra o regime do duque, antes de tomar seu lugar.
- Alfred Molina comoO Duque /Ringo (temporadas 1–2), o governante corrupto da Muralha de Yumyulack, ele mantém a ordem e o controle acumulando os suprimentos dados aos habitantes da Muralha por Jesse.
- Sterling K. Brown comoHalk Hogam (temporada 2–presente), Um herói de guerra assombrado da Resistência e ex- produtor executivo de Bones tentando resolver uma série de assassinatos terríveis em tempos de paz.
- Sutton Foster comoIrmã Sisto (temporada 3-presente), membro da Igreja Bowiniana.

#### SilverCops
- Kieran Culkin comoGlen (temporada 3–presente), um vizinho dos Aliens que mais tarde é lançado no espaço.
- Christopher Meloni comoLoneSun (temporada 3–presente), um oficial do SilverCops.
- Carlos Alazraqui comoVentrez (temporada 3–presente), um oficial do SilverCops.
- Blake Perlman comoGlorgax (temporada 3–presente), um oficial do SilverCops.
- Sutton Foster comoPobo (temporada 3–presente), um oficial do SilverCops.
- Clancy Brown comoCromus (temporada 3), um oficial do SilverCops, mais tarde revelou ser um GoldCop disfarçado.
- Justin Roiland como Glammerjammers (Temporada 3), um oficial do SilverCops.

### Personagens recorrentes

#### Associados alienígenas
- Tiffany Haddish (temporadas 1-presente) comoAisha , a atrevida inteligência artificial da nave alienígena .
- Justin Roiland (temporadas 1–3) comoChris the Red Goobler , um "goobler vermelho" produzido a partir de Korvo por meio do estresse induzido por Terry. Seu único propósito parece ser matar Korvo e Terry. Na segunda temporada, ele se mostra noivo de uma mulher humana, ele retratado como um arquétipo de "mano", muitas vezes expressando sua predileção por The Hangover , Joe Rogan , e camisas pólo justas .

#### James Earl Jones High School
- Kari Wahlgren comoSra. Frankie , uma professora da James Earl Jones High School que é abertamente preconceituosa contra Yumyulack e Jesse e está tendo um caso secreto com o Diretor Cooke.
- Rob Schrab comoDiretor Cooke , o diretor da James Earl Jones High School, que tem um preconceito aberto contra Yumyulack e Jesse e está tendo um caso secreto com a Sra. Durante a terceira temporada, seu primeiro nome também é "Diretor", tornando seu nome completo e título "Diretor Principal Cooke".

#### A Muralha
- Rainn Wilson comoSteven (temporadas 1 e 3), o ex-CEO da AT&T que se torna um criador de leite de camundongo com sua camundonga de estimação, Molly, nos níveis inferiores. Após a morte de Molly durante a Guerra da Grande Muralha, Steven se retira para os níveis mais baixos da muralha e gradualmente enlouquece, eventualmente aprendendo a controlar os mosquitos na Muralha.
- Miguel Sandoval comoEnrique (temporada 1–2), pai de Pedro. Depois de receber insulina do Duque, ele traiu Tim e Cherie e se tornou um de seus executores. Na 2ª temporada, ele se tornou um Wallderman para Tim, antes de ser sufocado por ele em uma cobertura mágica de sorvete de chocolate que endurece.
- Maurice La Marche comoSonny (temporada 1–2), ele se tornou um Wallderman para Tim, antes de ser sufocado por ele em cobertura mágica de sorvete de chocolate endurecedor.
- André Matarazzo comoPedro (temporada 1), filho de Enrique.
- Kari Wahlgren comoNova (temporada 2–presente), esposa de Halk Hogam ePlatinum Stevie (temporada 3), o líder do Muk Pessoas
- Steve Hytner comoAvocado Eggrolls (temporada 3), capanga de Platinum Stevie.
- Jimmi Simpson comoEthan (2ª temporada), um serial killer depravado que mata pessoas na Muralha pelas costas de Tim, antes de ser sufocado por ele em uma cobertura mágica de sorvete de chocolate endurecedor.
- Jeannie Elias comoIrmã Sasha (temporada 1–3), chefe da Igreja Bowiniana.
- Tom Kenny comoO zelador (temporada 1–presente), a primeira pessoa a ser colocada no Muro.
- Nolan North comoJoe Sanders , um membro da expedição aos níveis inferiores.
- Lauren Tom comoNicole , Ministra do Poder nas administrações de Tim e Duke.
- Eric Bauza comoCara do tapa-olho /Blaine , um membro da expedição aos níveis inferiores.
- Phil LaMarr comoJean-Pierre , prisioneiro do duque e companheiro de cela de Tim.
- Jon Daly comoDeclan , uma das vítimas de Ethan.
- Vanessa Marshall comoMia the Wall-Geeter
- Nick Reczynski comoSteve, o Nutricionista
- Nat Faxon comoBryson
- Justin Roiland comoCara Kramer
- Gary Anthony Williams comogorila escapou

## Desenvolvimento
Em 28 de agosto de 2018, foi anunciado que o Hulu havia dado à produção um pedido de série para duas temporadas composta por dezesseis episódios. A série foi criada pelo co-criador de Rick and Morty, Justin Roiland e Mike McMahan , que também deveriam atuar como produtores executivos. As produtoras envolvidas com a série devem incluir a 20th Television .  Em 18 de junho de 2020, o Hulu renovou a série para uma terceira temporada composta por 11 episódios.  Em 22 de junho de 2021, o Hulu renovou a série para uma quarta temporada composta por 12 episódios. Em 6 de outubro de 2022, o Hulu renovou a série para uma quinta temporada.

### Redação
A parede no quarto de Yumyulack em que ele mantém pessoas encolhidas como prisioneiras foi, como Roiland observou, uma das ideias iniciais da dupla para a série, já que eles estavam interessados em uma "história B" que durasse toda a primeira temporada.  Algumas das animações são feitas com a ajuda da Film Victoria em Melbourne, Austrália.

### Cast
Juntamente com o anúncio do pedido da série, foi confirmado que Roiland, Thomas Middleditch , Sean Giambrone e Mary Mack dariam voz aos personagens principais da série.  Em setembro de 2022, Tiffany Haddish , que dublou o personagem recorrente de Aisha nas três primeiras temporadas da série, confirmou que ela havia perdido "todos os [seus] shows" após alegações de abuso sexual infantil , insinuando que ela não voltaria nas temporadas futuras como personagem.
Em 25 de janeiro de 2023, Roiland foi removido do programa, ao lado do programa irmão Koala Man , depois que ele foi acusado de violência doméstica criminosa. Ambos os shows são produzidos pela 20th Television , através de sua 20ª divisão Television Animation .  Em 20 de junho de 2023, foi anunciado que Dan Stevens estava oficialmente assumindo como a voz de Korvo de Roiland.

## Lançamento
O primeiro teaser da série foi lançado em 25 de março de 2020.  O trailer oficial foi lançado em 15 de abril de 2020.  Em 8 de maio de 2020, a primeira temporada foi lançada. Em janeiro de 2021, junto com um segundo trailer, foi revelado que a segunda temporada estrearia em 26 de março de 2021, no Hulu .  Internacionalmente, a série estreou no Disney+ sob o hub de streaming dedicado Star como uma série original em 23 de fevereiro de 2021.  Em 18 de junho de 2020, antes da estreia da segunda temporada, o Hulu renovou a série para uma terceira temporada composta por 11 episódios, que foi lançado em 13 de julho de 2022.  A quarta temporada está programada para ser lançada em 14 de agosto de 2023.

### Distribuição
A série estreou no FXX em 30 de julho de 2022.

## Outras mídias

### Vídeo da música
| Título                                                         | Dirigido por | Escrito por  | Data de lançamento original | Prod.código |
| -------------------------------------------------------------- | ------------ | ------------ | --------------------------- | ----------- |
| "WTF is Christmas? (A Solar Opposites Song ft. Darren Criss )" | Desconhecido | Tony Ferrari | 11 de novembro de 2021      | TBA         |
| Korvo tenta se lembrar do que é o Natal.                       |              |              |                             |             |

### Videogame
Solar Opposites foram jogadores de personagem apresentados no jogo de corrida crossover Warped Kart Racers , lançado para Apple Arcade em maio de 2022, junto com personagens de Family Guy , American Dad! e Rei da Colina .

## Mercadoria
Em 27 de janeiro de 2021, foi revelado na Funko Fair 2021 que novas figuras baseadas na série seriam feitas, que foram lançadas em 25 de junho de 2021. [25] Em 17 de novembro de 2021, o Hulu lançou uma loja online  apresentava mercadoria baseada em shows selecionados de seu serviço, sendo Solar Opposites um deles.
Em 22 de julho de 2022, na San Diego Comic Con , uma arte de 192 páginas intitulada "The Art of Solar Opposites" será lançada no início de 2023 por $ 49,99 e será publicada pela Dark Horse Books .

## Recepção

### Visualização do público
De acordo com o Hulu, Solar Opposites foi o programa mais assistido e a estreia do programa de comédia Hulu Original mais assistido na plataforma, após sua estreia em 8 de maio de 2020 a 12 de maio de 2020. [  De acordo com a Nielsen , Solar Opposites foi a décima série original mais transmitida em todas as plataformas nos Estados Unidos, durante a semana de 22 de março a 28 de março de 2022, [  e a 7ª durante a semana de 29 de março de 2021, a 4 de abril de 2021.
De acordo com o aplicativo de rastreamento de audiência da Whip Media , TV Time , Solar Opposites foi a 4ª série de televisão mais esperada de julho de 2022,  e a 7ª série original mais transmitida em todas as plataformas nos Estados Unidos, durante a semana que terminou em 24 de julho,2022.

### Resposta crítica

#### 1ª Temporada
No Rotten Tomatoes , a 1ª temporada tem um índice de aprovação de 92% com base nas avaliações de 37 críticos, com nota média de 7,60/10. O consenso crítico do site afirma: "Encantador, hilário e surpreendentemente sincero, Solar Opposites revela o ridículo da vida enquanto encontra algumas coisas novas a dizer sobre a humanidade ao longo do caminho."  No Metacritic , ele tem uma pontuação média ponderada de 72 em 100, com base nas análises de 10 críticos, indicando "avaliações geralmente favoráveis".
Dan Fienberg, do The Hollywood Reporter , elogiou a animação da série, aclamou as atuações dos dubladores e elogiou o humor do programa, escrevendo: "A nova comédia de animação do Hulu de Justin Roiland e Mike McMahan, Solar Opposites, tem elementos de ficção científica malucos suficientes . para atrair os fãs de Rick and Morty e uma sensibilidade distintamente adulta."  Alison Foreman do Mashable elogiou as relações dinâmicas e fortes entre os diferentes personagens, fazendo comparações com outras famílias vindas de sitcoms de animação para adultos, como Os Simpsons , enquanto elogiava o humor do show, chamando-o de uma "jóia espetacular digna de sua própria base de fãs." Joe Matar do Den of Geek avaliou a série com 5 de 5 estrelas, elogiou o show por seu formato clássico de sitcom, aclamou as atuações dos dubladores, e aplaudiu a comicidade, afirmando que apesar das comparações com Rick and Morty, a série consegue para ficar por conta própria.  Alex McLevy, do The AV Club, deu ao show uma nota B e chamou-o de "um primo travesso de 3rd Rock from the Sun ", enquanto dizia que não se afastava muito do modelo que Roiland definiu com Rick e Morty . McLevy sente que o show ainda está se recuperando, mas "Felizmente, o humor é tão forte e confiável, o ritmo tão vertiginoso enquanto corre de um enredo para o outro, que é difícil não ser conquistado porSolar Opposites ' avalanche de charme."  Joyce Slaton, da Common Sense Media, avaliou Solar Opposites com 3 de 5 estrelas, escrevendo, " Solar Opposites é um show animado pelos cérebros por trás de Rick e Morty. Tem o mesmo estilo e vibração, incluindo muito humor ousado, violência alegre e sangrenta, visuais surreais e reviravoltas na história e linguagem de ponta a ponta." [

#### 2ª temporada
No Rotten Tomatoes, a segunda temporada tem um índice de aprovação de 100% com base nas avaliações de 14 críticos, com nota média de 8,10/10. O consenso crítico do site afirma: " Solar Opposites atira com sucesso para a lua em um ambicioso segundo ano que consegue construir na primeira temporada, acrescentando muitas surpresas divertidas."
Jess Joho, do Mashable , descobriu que a segunda temporada dá a Solar Opposites sua própria identidade, escrevendo: "Roiland e outros talentos de Ricky e Morty finalmente se libertando dos grilhões criativos do que funciona para aquele programa, para encontrar seu próprio ritmo satisfatório".  Joe Matar, do Den of Geek , avaliou a segunda temporada com 5  de 5 estrelas, achou que era uma temporada "maior, mais louca e mais engraçada" em comparação com a primeira e elogiou sua linguagem amaldiçoada, referências à cultura pop e nível de violência retratado em seus episódios.  Davis Opie da Digital Spyavaliou a segunda temporada da série com 4 de 5 estrelas, afirmando: "Tudo o que funcionou na primeira temporada é intensificado aqui para melhor" e afirmou que Solar Opposites consegue ser diferente de Rick e Morty em seu humor e linhas de história, dizendo: " Os Opostos Solares são sua própria besta".  Ethan Anderson, do SlashFilm , deu à segunda temporada uma nota 8 de 10, afirmou que traz de volta o humor da primeira temporada com uma narrativa sombria e afirmou que consegue ser "maior, mais louco e ainda mais confiante" do que a primeira temporada.

#### Temporada 3
No Rotten Tomatoes, a terceira temporada tem um índice de aprovação de 100% com base nas avaliações de 7 críticos, com nota média de 8/10.
Lex Briscuso, do SlashFilm, chamou a terceira temporada de Solar Opposites de "brilhante, ousada e, francamente, bananas da melhor maneira", escrevendo: " Solar Opposites se estabeleceu como uma comédia situacional de animação picante que extrai das melhores partes de seu antecessor. , Rick and Morty , ainda não fica preso procurando seu lugar fora da sombra do hit do Adult Swim. O show é autoconfiante com uma vibração única e tom próprio, e isso continua a brilhar na terceira temporada. Por inclinando-se para os elementos mais humanos do que a série tem a oferecer - tanto a exploração básica desses conceitos com os alienígenas quanto a tentativa desesperada de recuperação do povo da parede - terceira temporada de Solar Oppositesnos lembra que uma estrutura inteligente pode dar lugar a tudo o mais que você ama em uma história: escrita inteligente  piadas ousadas e puro tecido conjuntivo catártico . " , positivamente deveria ter recebido indicações ao Emmy", dizendo: "Claro, esse show pode não ser tão bom quanto Rick e Morty , mas Solar Oppositesé muito sua própria besta cômica. O co-criador Justin Roiland e sua equipe injetam a mesma quantidade de hilaridade e criatividade neste programa centrado em alienígenas que ele fez com a série anterior. Além disso, as aventuras paralelas em The Wall deveriam ter conquistado algumas indicações por si mesmas, já que foram um excelente show dentro do show." [

## Prêmios
| Ano  | Prêmio               | Categoria                    | Destinatário(s) | Resultado | Ref. |
| ---- | -------------------- | ---------------------------- | --------------- | --------- | ---- |
| 2022 | BMI Film & TV Awards | Prêmios BMI Streaming Series | Chris Westlake  | Ganho     |      |

1. ^Salte para:a b
2. ^Salte para:a b
3. ^Salte para:a b c
4. ^Salte para:a b c Erro de citação: A referência nomeada:0foi invocada, mas nunca definida (consulte apágina de ajuda).
5. ^Salte para:a b
6. ^Salte para:a b
7. ^Salte para:a b
8. ^ https://tvlistings.zap2it.com/overview.html?programSeriesId=SH03426439&tmsId=SH034264390000&from=TVGrid&aid=gapzap Arquivado em 22 de julho de 2022, no Wayback Machine [ URL nua ]